# Franklin (Geòrgia)
Franklin és una població dels Estats Units a l'estat de Geòrgia. Segons el cens del 2000 tenia 902 habitants.

## Demografia
Segons el cens del 2000, Franklin tenia 902 habitants, 349 habitatges, i 203 famílies. La densitat de població era de 107,2 habitants/km².
Dels 349 habitatges en un 31,8% hi vivien nens de menys de 18 anys, en un 30,1% hi vivien parelles casades, en un 25,2% dones solteres, i en un 41,8% no eren unitats familiars. En el 37,8% dels habitatges hi vivien persones soles el 22,6% de les quals corresponia a persones de 65 anys o més que vivien soles. El nombre mitjà de persones vivint en cada habitatge era de 2,27 i el nombre mitjà de persones que vivien en cada família era de 3,03.
Per edats la població es repartia de la següent manera: un 24,7% tenia menys de 18 anys, un 8,1% entre 18 i 24, un 24,6% entre 25 i 44, un 18,4% de 45 a 60 i un 24,2% 65 anys o més.
L'edat mediana era de 40 anys. Per cada 100 dones de 18 o més anys hi havia 68,9 homes.
La renda mediana per habitatge era de 19.125 $ i la renda mediana per família de 23.571 $. Els homes tenien una renda mediana de 29.583 $ mentre que les dones 20.724 $. La renda per capita de la població era de 14.142 $. Entorn del 27,8% de les famílies i el 28,3% de la població estaven per davall del llindar de pobresa.

## Poblacions més properes
El següent diagrama mostra les poblacions més properes.